# Smilax aspera

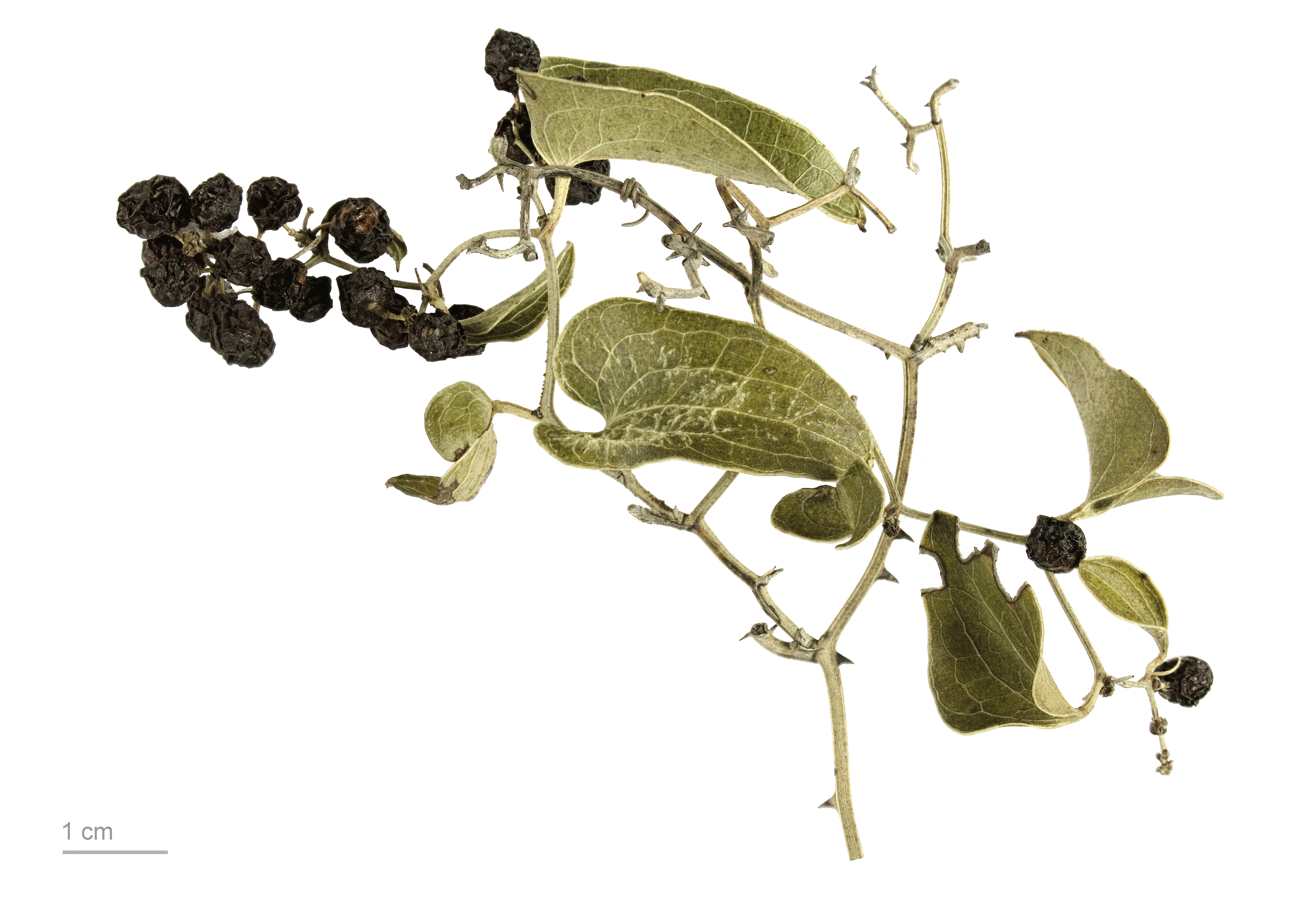
Smilax aspera

Smilax aspera là một loài thực vật có hoa trong họ Smilacaceae. Loài này được L. miêu tả khoa học đầu tiên năm 1753.